# Eスポーツワールドカップ
eスポーツワールドカップ（英: Esports World Cup、略称：EWC）は、eスポーツワールドカップ財団が主催するeスポーツの国際大会。毎年7月から8月にかけてサウジアラビアのリヤドで開催される。世界最大のeスポーツ大会シリーズである。

## 概説
サウジアラビア電子・知的スポーツ連盟が運営するチャリティーeスポーツ大会「国境なきゲーマー達（原文：Gamers Without Borders）」を起源とし、当初は、新型コロナウイルス感染症の世界的流行の対応にあたる慈善団体を支援する目的で開催されていた。2022年、サウジeスポーツ連盟がリヤドのブールバール・シティで8週間にわたって開催されるゲームとeスポーツの祭典としてGamers8を発表。これにより国境なきゲーマー達は、Gamers8の予選シリーズとして開催された。2023年、Gamers8は、FIFAシリーズで行われた最後のFIFAeワールドカップを主催したほか、複数の種目で好成績を収めたチームに賞金が授与される報酬フォーマットとしてクラブアワードを設けた。
2023年9月、サウジアラビアの皇太子兼首相であるムハンマド・ビン・サルマーンがGamers8の後継としてeスポーツワールドカップの開催を発表し、翌年には第1回大会が開催された。大会規模が拡大し、主要eスポーツタイトルのほとんどが採用された。Gamers8のクラブアワードがクラブチャンピオンシップに置き換えられ、参加チームの各種目の結果を集計してクラブチャンピオンを決定する、EWC独自のクロスゲーム競技形式が導入された。また、eスポーツワールドカップ財団により選定されたチームが資金提供を受ける取り組みとしてクラブサポートプログラムが設けられた。
2025年、EWCはチェスを正式種目として採用し、マグヌス・カールセンをEWCチェスのグローバルアンバサダーとして起用した。

## 歴史

### 国境なきゲーマー達
2020年4月、サウジアラビア電子・知的スポーツ連盟（SAFEIS）は、新型コロナウイルス感染症の世界的流行の対応にあたる慈善団体を支援するために企画されたeスポーツ大会シリーズ「国境なきゲーマー達」の開催を発表した。2020年大会では、賞金総額が1000万米ドルとなり、獲得された賞金はすべて、参加チームや選手が選んだ慈善団体に寄付された。2021年大会では、前回と同様に賞金総額は1000万米ドルとなり、この年はCOVID-19ワクチン関連の支援を目的に開催された。

### Gamers8
2022年、サウジeスポーツ連盟は、リヤドのブールバール・シティで行われるゲームとeスポーツの祭典「Gamers8」を発表した。8週間にわたり開催された2022年大会では、『Dota 2』、『フォートナイト』、『PUBG MOBILE』、『レインボーシックス シージ』、『ロケットリーグ』の大会が実施され、賞金総額は1500万ドルとなった。これらの大会に加え、音楽パフォーマンスなども行われた。また、国境なきゲーマー達がGamers8の予選シリーズとして開催され、前回と同様に1000万米ドルを慈善団体に寄付した。
2022年9月、サウジアラビアは、国家ゲーム・eスポーツ戦略を発表した。この戦略は、ムハンマド・ビン・サルマーンが主導するサウジビジョン2030に基づき、2030年までにサウジアラビアをコンピュータゲーム産業の世界的な中心地とすることを目指している。また、雇用の創出やプロゲーマーの数で上位3位に入ることも目標としている。この戦略には、技術・ハードウェア開発、ゲーム制作、eスポーツ、付加サービス、インフラ、規制、教育、人材獲得といった8つの重点分野にわたる86の取り組みが含まれている。
2023年大会では、「英雄の地」という副題を掲げて開催された。15のゲームタイトルが競われ、『鉄拳7』や『カウンターストライク グローバルオフェンシブ』などが新しく採用された。また、『FIFA 23』で行われたFIFAeワールドカップ、FIFAeネーションズシリーズ、FIFAeクラブワールドカップを主催した。国際サッカー連盟とエレクトロニック・アーツのパートナーシップが終了したため、これらがFIFAシリーズで行われた最後のFIFAeワールドカップとなった。全体として、賞金総額は4500万米ドルと、2021年に開催されたDota 2のThe International（賞金総額4000万米ドル）を上回り、eスポーツ大会史上最大の賞金総額を記録した。この賞金に加え、新しい報酬フォーマットとしてクラブアワードが導入された。賞金総額500万米ドルをかけたクロスゲーム競技形式であり、特定の種目で上位8位以内に入賞するとポイントを獲得できる。クラブアワードの対象となるには、2つ以上の対象種目でポイントを獲得する必要があり、そのうち上位8チームのみが賞金を獲得する。2023年大会では、Twisted Mindsが1位となり、賞金150万米ドルが授与された。

## 開催方式

### 出場資格
種目によって出場資格を得る方法が異なる。ほとんどの種目では、既存の地域リーグやトーナメントを通じてチームやプレイヤーの出場資格を得る。例えば『オーバーウォッチ2』競技では、オーバーウォッチ チャンピオンズ・シリーズ（OWCS）の地域リーグ第2ステージで好成績を収めることで出場資格を獲得できる（地域によって出場枠の差異がある）。また、2024年大会の『リーグ・オブ・レジェンド』競技のように出場チームを招待する例もある。2025年大会以降、前年度チャンピオンが自動的に出場資格を獲得した種目もある。格闘ゲームやチェスなどでは、stc Play Gaming Hallでラストチャンス予選（LCQ）が開催され、プロ・アマを問わず誰でも参加でき、上位に位置することで出場資格を獲得できる。
2025年以降、HERO ESPORTSアジアチャンピオンズリーグ（ACL）が、eスポーツワールドカップの複数の種目においてアジア予選の役割を担っている。例えば『カウンターストライク2』では、ACLの優勝チームがeスポーツワールドカップ本戦への出場資格を獲得し、残りの15枠はValve独自の地域ランキングに基づいて招待される。

### クラブチャンピオンシップ
クラブチャンピオンシップは、eスポーツワールドカップ内で行われるクロスゲーム（複数のゲームを横断する）競技形式である。大会期間中、複数の種目を介して総合成績が競われ、上位クラブに賞金が配分される。クラブチャンピオンシップの対象条件は、最低2つの種目で8位以内に入賞、タイトルを獲得するには、最低1つの種目で1位になる必要がある。以下は、2024年大会の各種目における順位ごとの付与ポイントの内訳である。
| 順位 | ポイント |   | 順位 | ポイント |
| 1    | 1000     | 5 | 110  |          |
| 2    | 600      | 6 | 70   |          |
| 3    | 350      | 7 | 40   |          |
| 4    | 200      | 8 | 20   |          |

### クラブパートナープログラム
eスポーツワールドカップ財団のクラブパートナープログラム（旧・クラブサポートプログラム）は、選ばれたeスポーツ組織が多額の資金提供を受ける取り組みである。選ばれたチームは、運営の強化、選手に多くの機会を創出するための支援を受ける。本選への出場資格を与えられるわけではないが、出場資格の有無に関わらず支援を受けられる。選定基準は、過去の競技実績、今後の戦略、ファンとの関わり方を基準にして選出される。

## 実施ゲーム
EWCフェスティバル（クラブチャンピオンシップ対象外のゲーム）を除く
| ゲーム・シリーズ名                      | ゲーム・シリーズ名                      | G8 22 | G8 23 | 24 | 25 | 26 | 27 |
| --------------------------------------- | --------------------------------------- | ----- | ----- | -- | -- | -- | -- |
| 『エーペックスレジェンズ』              | 『エーペックスレジェンズ』              |       |       | •  | •  |    |    |
| 『コール オブ デューティ』シリーズ      | 『コール オブ デューティ』シリーズ      |       |       | •  | •  | •  | •  |
| 『コール オブ デューティ ウォーゾーン』 | 『コール オブ デューティ ウォーゾーン』 |       |       | •  | •  | •  | •  |
| チェス                                  | チェス                                  |       |       |    | •  |    |    |
| 『カウンターストライク』シリーズ        | 『カウンターストライク』シリーズ        |       | •     | •  | •  | •  | •  |
| 『クロスファイア』                      | 『クロスファイア』                      |       |       |    | •  |    |    |
| 『Dota 2』                              | 『Dota 2』                              | •     | •     | •  | •  | •  |    |
| 『FIFA』/『EA Sports FC』シリーズ       | 『FIFA』/『EA Sports FC』シリーズ       |       | •     | •  | •  |    |    |
| 『餓狼伝説 City of the Wolves』         | 『餓狼伝説 City of the Wolves』         |       |       |    | •  | •  | •  |
| 『フォートナイト』                      | 『フォートナイト』                      | •     | •     | •  |    |    |    |
| 『Free Fire』                           | 『Free Fire』                           |       |       | •  | •  | •  |    |
| 『Honor of Kings』                      | 『Honor of Kings』                      |       |       | •  | •  | •  |    |
| 『リーグ・オブ・レジェンド』            | 『リーグ・オブ・レジェンド』            |       |       | •  | •  | •  | •  |
| 『モバイル・レジェンド: Bang Bang』     | 男子                                    |       |       | •  | •  | •  |    |
| 『モバイル・レジェンド: Bang Bang』     | 女子                                    |       |       | •  | •  | •  |    |
| 『オーバーウォッチ2』                   | 『オーバーウォッチ2』                   |       |       | •  | •  | •  |    |
| 『PUBG: BATTLEGROUNDS』                 | 『PUBG: BATTLEGROUNDS』                 |       | •     | •  | •  | •  |    |
| 『PUBG MOBILE』                         | 『PUBG MOBILE』                         | •     | •     | •  | •  | •  |    |
| 『レインボーシックス シージ』           | 『レインボーシックス シージ』           | •     | •     | •  | •  | •  |    |
| 『RENNSPORT』                           | 『RENNSPORT』                           |       | •     | •  | •  | •  |    |
| 『ロケットリーグ』                      | 『ロケットリーグ』                      | •     | •     | •  | •  |    |    |
| 『スタークラフト2』                     | 『スタークラフト2』                     |       | •     | •  | •  |    |    |
| 『ストリートファイター6』               | 『ストリートファイター6』               |       | •     | •  | •  | •  | •  |
| 『チームファイト タクティクス』         | 『チームファイト タクティクス』         |       |       | •  | •  | •  | •  |
| 『鉄拳』シリーズ                        | 『鉄拳』シリーズ                        |       | •     | •  | •  | •  |    |
| 『VALORANT』                            | 『VALORANT』                            |       |       |    | •  | •  | •  |
| 競技数                                  | 競技数                                  | 5     | 12    | 21 | 24 | —  | —  |
| 種目数                                  | 種目数                                  | 5     | 12    | 22 | 25 | —  | —  |

## 反応と論争
eスポーツワールドカップの開催にあたって、サウジアラビアの人権問題やスポーツウォッシングに利用される懸念から多くの反響を呼んだ。サウジアラビアでは、eスポーツを含め、さまざまなスポーツに多額の投資を行っており、国内のスポーツ産業を拡大しつつある。こうした動きに対し、LGBTの権利、女性の人権、過去の不祥事など、人権問題から注意を逸らしているとして非難されている。